# Усть-Чебулинское сельское поселение
Усть-Чебули́нское се́льское поселе́ние — упразднённое муниципальное образование в Чебулинском районе Кемеровской области. Административный центр — село Усть-Чебула.

## История
Усть-Чебулинское сельское поселение образовано 17 декабря 2004 года в соответствии с Законом Кемеровской области № 104-ОЗ.

## Население
| 2010 | 2011 | 2012 | 2013 | 2014 | 2015 | 2016 |
| ---- | ---- | ---- | ---- | ---- | ---- | ---- |
| 686  | ↘683 | ↘661 | ↘640 | ↘622 | ↘590 | ↗595 |
| 2017 | 2018 | 2019 |      |      |      |      |
| ↘577 | ↘574 | ↗587 |      |      |      |      |

## Состав сельского поселения
| № | Населённый пункт | Тип населённого пункта       | Население |
| - | ---------------- | ---------------------------- | --------- |
| 1 | Усть-Чебула      | село, административный центр | ↗587      |

## Экономика
- ООО «Дружба»